# Mimi la souris
 (mai 2025).
Si vous disposez d'ouvrages ou d'articles de référence ou si vous connaissez des sites web de qualité traitant du thème abordé ici, merci de compléter l'article en donnant les références utiles à sa vérifiabilité et en les liant à la section « Notes et références ».
Mimi la souris (Maisy Mouse) est une souris créée par l'illustratrice britannique Lucy Cousins.
L'œuvre originale a été adaptée en série animée : elle a été développée par Nickelodeon entre 1999 et 2005.

## Résumé
Mimi la souris est un adorable petit rongeur. Entourée de ses amis, elle sait se débrouiller face aux épreuves et ne recule pas devant les difficultés, ce qui la rend davantage attachante et mignonne.

## Série d'animation
- 52 épisodes de Mimi la souris ont été réalisés.
- Sybille Tureau : voix-off et bruitages de Mimi.
- Direction artistique de Brigitte Lecordier.

## Les personnages
- Mimi : souris vivant dans une maison jaune avec un toit rouge
- Panda : peluche et jouet de Mimi
- Tallulah : poule presque toujours vue portant une robe
- Cyril : écureuil portant un nœud papillon
- Eddie : éléphant présent uniquement dans des scènes où il est assez grand pour y participer car il est souvent décrit comme étant presque animal plutôt qu'anthropomorphe en apparence
- Charley : crocodile qui aime manger